# Otis Loyd
Otis Loyd (* 1950; † August 2022) war ein US-amerikanischer Basketballspieler und -trainer.

## Laufbahn
Der aus Brooklyn stammende Loyd spielte auf der Guard-Position Basketball am City College of New York, 1974 kam er als Basketballspieler nach Helsingborg in Schweden und spielte für den örtlichen Verein IFK. Nach zwei Jahren in Helsingborg spielte er im selben Land ein Jahr beim Lugi Basketbollklubb in Lund. Loyd ging hernach für ein weiteres Jahr nach Helsingborg, kehrte dann in die Vereinigten Staaten zurück und schloss dort sein Studium ab. Im Laufe der Saison 1979/80 spielte er wieder in Schweden, diesmal bei Malbas BBK in Malmö. In der Saison 1980/81 war er Malbas’ Spielertrainer.
Loyd wechselte ins Nachbarland Dänemark und war ab der Saison 1981/82 Spielertrainer von BMS und gleichzeitig Trainer der BMS-Damen. Als Spieler wurde er mit BMS 1982 dänischer Meister. Mit der Herrenmannschaft trat er 1981/82 im Europapokal der Pokalsieger an. In diesem Wettbewerb setzte er sich mit seiner Mannschaft in der ersten Runde gegen Sandvika BBK aus Norwegen durch, woran Loyd mit insgesamt 55 Punkten (Hin- und Rückspiel) beteiligt war. Im Achtelfinale traf er mit Skovlunde auf Real Madrid und verlor beide Partien deutlich. Im Hinspiel (84:135) gegen Madrid erzielte der US-Amerikaner als jeweils bester Korbschütze seiner Mannschaft 21 Punkte und im Rückspiel (65:132) 17. 1982 gewann er mit BMS die dänische Meisterschaft. In der Saison 1982/83 war er mit BMS im Europapokal der Landesmeister vertreten und schied in der ersten Runde nach zwei klaren Niederlagen gegen ZSKA Moskau aus. Er verließ den Verein 1984 und wechselte als Spielertrainer innerhalb Dänemarks zum Virum Basketball Klub. Er betreute später die Damen des Vereins SISU in der dänischen Stadt Gentofte als Trainer und führte sie 1988 zum Gewinn des dänischen Meistertitels.
1988 ging Loyd als Spieler zu BMS zurück, war dann Spielertrainer bei Værløse BBK, 1989 wechselte er innerhalb des Landes als Trainer der Herrenmannschaft zum Verein ALBA Basket nach Allerød. Er blieb aber gleichzeitig in Værløse tätig, nahm mit der Mannschaft 1989/90 am Europapokal Korać-Cup teil und gewann mit ihr als Spielertrainer 1992 den dänischen Pokalwettbewerb.
Zur Saison 1992/93 ging Loyd wieder nach Schweden, war ein Jahr als Trainer der Herrenmannschaft von Malbas BBK tätig. 2000/2001 gehörte Loyd dem Trainerstab der Mannschaft Magic Great Danes an, die am Spielbetrieb der länderübergreifenden Liga NEBL teilnahm. Zur Saison 2001/2002 übernahm er wieder das Traineramt in Værløse, bereits im Dezember 2001 kam es zur Trennung. Ab 2002 war Loyd in Virum als Jugendtrainer tätig. Für den dänischen Basketballverband war Loyd ab 2001 als Nationaltrainer im Amt, bei der dänischen Herrennationalmannschaft war er zu Beginn der 2000er Jahre bis 2003 Co-Trainer von Charles Barton. Des Weiteren stand Loyd beim dänischen Verband als Sportlicher Leiter in der Verantwortung.
In der Saison 2003/04 arbeitete Loyd als Trainer im niederländischen Bergen op Zoom. 2005 trat Loyd bei Malbas BBK in Schweden das Amt des Sportlichen Leiters an und betreute gleichzeitig die Herrenmannschaft des Vereins als Trainer. Später war er wieder für BMS tätig und brachte sich in dem dänischen Verein in die Nachwuchsarbeit ein. 2012 kehrte er als Trainer zu ALBA Basket nach Allerød zurück. Ab 2016 war Loyd zusätzlich Assistenztrainer des dänischen Erstligisten Wolfpack Kopenhagen. Loyds Tochter Kalis wurde schwedische Basketballnationalspielerin.